# Révújfalu
Révújfalu (szerbül Банатско Ново Село / Banatsko Novo Selo, románul Satu Nou, németül Banater Neudorf) település Szerbiában, a Vajdaságban, a Dél-bánsági körzetben, Pancsova községben. A trianoni békeszerződésig Torontál vármegye Pancsovai járásához tartozott.

## Népesség
1910-ben  6663 lakosából 94 fő magyar, 156 fő német, 1 fő szlovák, 5485 fő román, 787 fő szerb, 78 fő egyéb anyanyelvű volt. Ebből 177 fő római katolikus, 2 fő görögkatolikus, 26 fő református, 29 fő ág. hitv. evangélikus, 6354 fő görögkeleti ortodox, 13 fő izraelita vallású volt. A lakosok közül 3436 fő tudott írni és olvasni, 896 lakos tudott magyarul.

## Jegyzetek

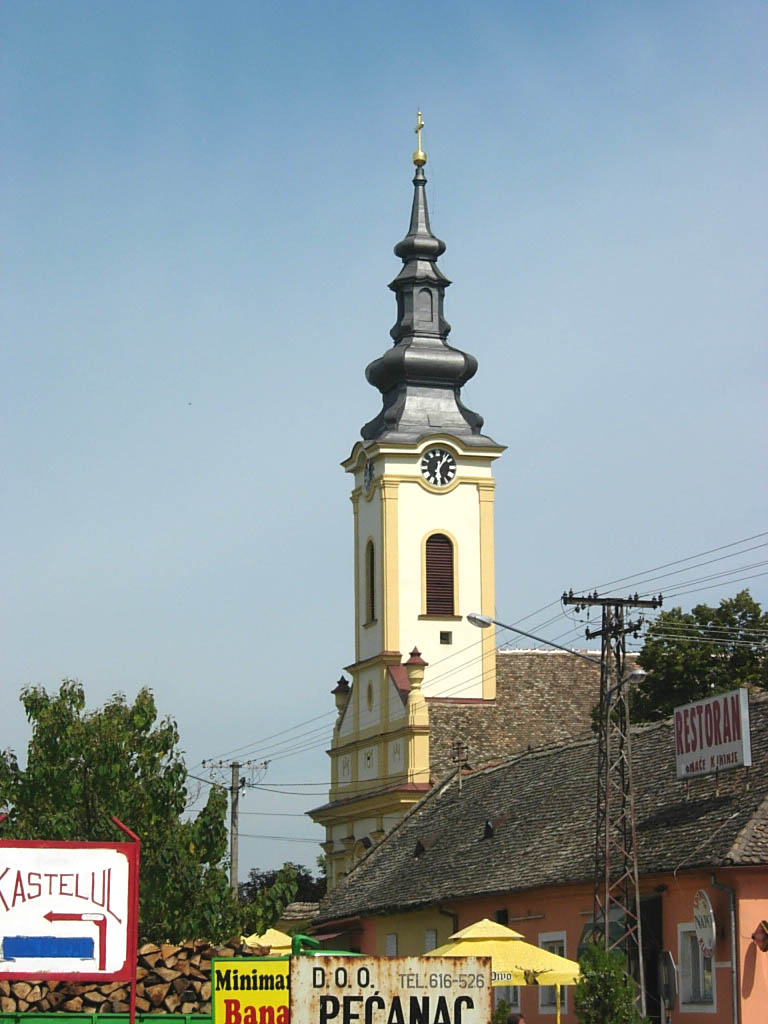
A görögkeleti (román) templom

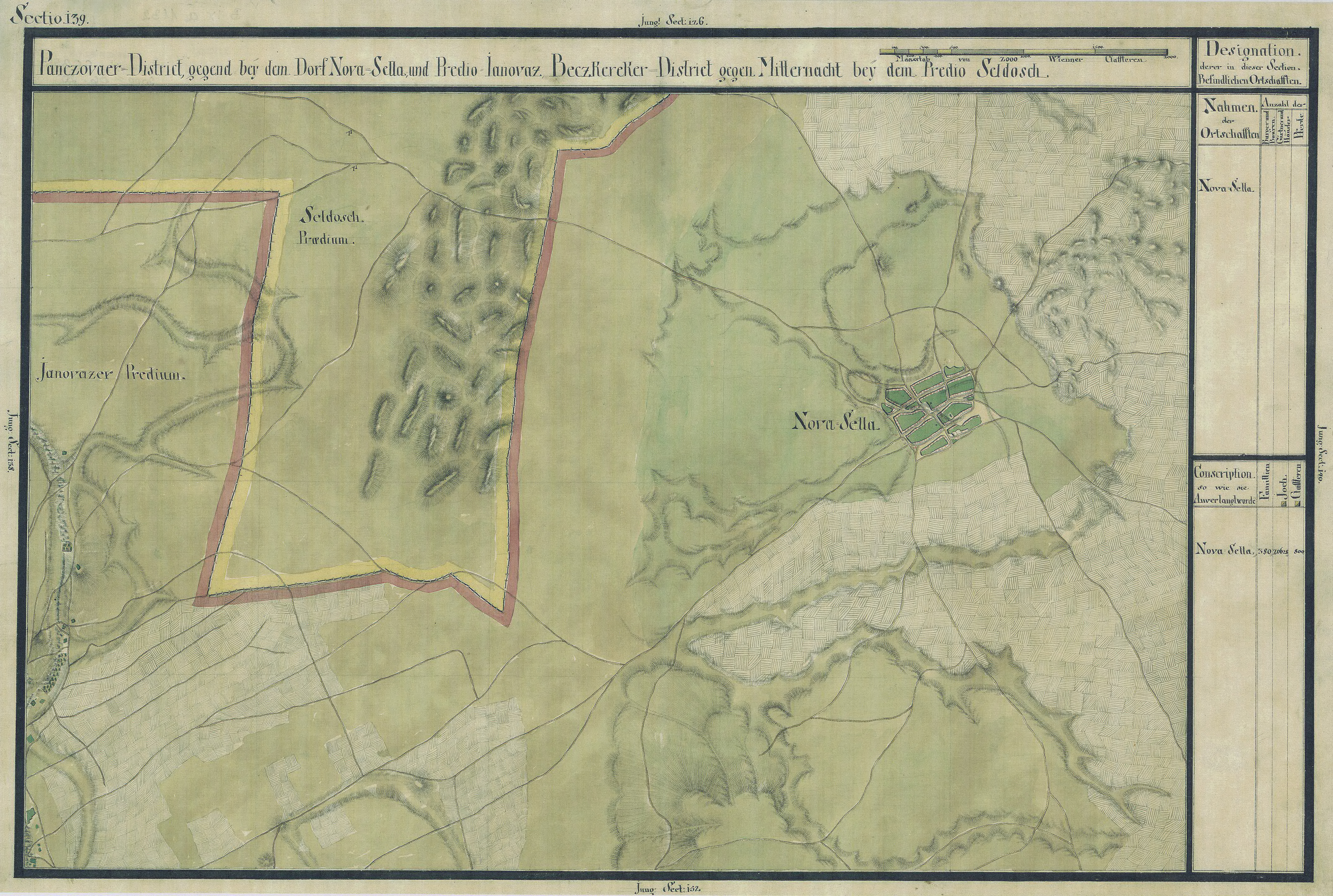
Révújfalu egy régi térképen

### Demográfiai változások
| 1948 | 1953 | 1961 | 1971 | 1981 | 1991 | 2002 | 2011 |
| ---- | ---- | ---- | ---- | ---- | ---- | ---- | ---- |
| 6129 | 6378 | 7225 | 7872 | 7963 | 7987 | 7345 | 6686 |